# نيوين تشانغ ثي
نيوين تشانغ ثي (بالفيتنامية: Nguyễn Chánh Thi)‏ (و. 1923 – 2007 م) هو عسكري فيتنامي، ولد في هوي، بدأ مشواره المهني سنة 1940، ويحمل رتبة عسكرية فريق، توفي في لانكستر، عن عمر يناهز 84 عاماً.

## الخدمة العسكرية
خدم في جيش فيتنام جنوبي.